# Leon Krakówka
Leon Krakówka (ur. 18 maja 1871, zm. 20 maja 1928 w Bielsku) – pułkownik piechoty Wojska Polskiego, kawaler Orderu Virtuti Militari.

## Życiorys
Leon Krakówka urodził się 18 maja 1871. Był zawodowym oficerem cesarskiej i królewskiej Armii.
W Wojsku Polskim pełnił służbę na stanowisku dowódcy Placu Cieszyn. Na tym stanowisku 11 czerwca 1920 został zatwierdzony z dniem 1 kwietnia 1920 w stopniu podpułkownika, „w piechocie, w grupie byłej armii austriacko-węgierskiej”.
18 lipca 1920 w Wasiliszkach objął dowództwo 36 pułku piechoty Legii Akademickiej. Dowodził pułkiem w czasie odwrotu, a następnie w Bitwie Warszawskiej. W październiku 1920 objął dowództwo XV Brygady Piechoty. W następnym roku dowodził XVI Brygadą Piechoty, pozostając na ewidencji 36 pp.
Po zakończeniu działań wojennych został wyznaczony na stanowisko dowódcy piechoty dywizyjnej 1 Dywizji Górskiej, która 14 kwietnia 1925 została przemianowana na 21 Dywizję Piechoty Górskiej. Wykonując obowiązki dowódcy piechoty dywizyjnej pozostawał na ewidencji 1 pułku strzelców podhalańskich w Nowym Sączu. 3 maja 1922 został zweryfikowany w stopniu pułkownika ze starszeństwem z dniem 1 czerwca 1919 i 10. lokatą w korpusie oficerów piechoty. 6 lipca 1922 ukończył Kurs dowódców pułków i piechoty dywizyjnej w Doświadczalnym Centrum Wyszkolenia Armii w Rembertowie. Z dniem 30 kwietnia 1927 został przeniesiony w stan spoczynku. Zmarł 20 maja 1928 w Bielsku.

## Ordery i odznaczenia
Polskie
- Krzyż Srebrny Orderu Wojskowego Virtuti Militari nr 4494[7][8]
- Krzyż Walecznych (1921)[9]
- Medal Pamiątkowy za Obronę Śląska Cieszyńskiego[10]

Austro-Węgierskie
- Order Korony Żelaznej[11]
- Order Franciszka Józefa[12]
- Krzyż Zasługi Wojskowej III kl. z dekoracją wojenną[13][14]
- Odznaka za Służbę Wojskową[14]
- Krzyż Jubileuszowy Wojskowy[14]
- Krzyż Pamiątkowy Mobilizacji 1912–1913[14]